# شمونایخا
شمونایخا (به قزاقی: Shemonaikha) یک منطقهٔ مسکونی در قزاقستان است که در استان قزاقستان شرقی واقع شده‌است. شمونایخا ۱۹٬۱۲۷ نفر جمعیت دارد.